# Ad majorem Dei gloriam
Ad maiorem Dei gloriam (или ad majorem Dei gloriam, также известное в виде аббревиатуры AMDG; ад майо́рем де́и глёриам) — геральдический девиз ордена иезуитов. В переводе с латыни девиз означает «к вящей славе Божией» и, как полагают, был придуман основателем ордена иезуитов Игнатием Лойолой в качестве фундаментального принципа деятельности ордена. Полная фраза, приписываемая св. Игнатию, звучит как Ad maiorem Dei gloriam inque hominum salutem или «к вящей славе Божией и спасению человечества». Это краткое изложение идеи о том, что любое действие, не направленное на зло, даже то, которое обычно считается несущественным для духовной жизни, может быть духовно достойным, если оно выполняется для того, чтобы прославлять Бога.
Эта фраза — геральдический девиз многих иезуитских образовательных учреждений, включая 8 из 28 членов Ассоциации иезуитских колледжей и университетов, и многих средних школ во всём мире. В Джорджтаунском университете, одном из старейших католических университетов США, девиз дополнен окончанием «inque hominum salutem». Камни фундаментов зданий кампуса Университета Фордхэма имеют вписанную аббревиатуру AMDG, а в университетской церкви находится орган «Майор дей Глория», состоящий из 2776 трубок, из которого извлекается его название от девиза.
Во многих английских школах (традиционно считаемых иезуитскими) студентов просят написать данную аббревиатуру сверху на своих бумагах, чтобы напомнить им, что даже их школьные занятия предназначены «К вящей славе Божией».
Фраза часто используется в парафразах: «Ad majorem hominis gloriam» — к вящей славе человека, «Ad majorem censurae gloriam» — к вящей славе цензуры и т. д.
A.M.D.G. часто включалось в подпись покойного папы римского Иоанна Павла II и Иоганна Себастьяна Баха.